# Rijksstad Ulm
De rijksstad Ulm was een tot de Zwabische Kreits behorende rijksstad binnen het Heilige Roomse Rijk.
Het gebied kwam waarschijnlijk via koningin Hildegard van het Zwabische hertogshuis aan Karel de Grote, die het in 813 aan het klooster Reichenau schonk. Keizer Lodewijk de Duitser neemt het grootste deel weer terug in bezit van het rijk en er ontstaat een palts. Onder de Salische koningen wordt Ulm één der hoofdplaatsen van het hertogdom Zwaben. Nadat het hertogdom Zwaben in 1097 aan de Hohenstaufen is gekomen, wordt het uitgebouwd tot hun machtscentrum in het hertogdom. In 1131 en 1134 wordt de nederzetting totaal verwoest. Koning Koenraad III bouwt de palts weer op en ommuurt ook een deel van de handelsnederzetting. Onder keizer keizer Frederik I Barbarossa is er in 1181 sprake van een stad. In het interregnum probeert de graaf van Dillingen zich in 1255 meester te maken van de stad, maar de burgers van Ulm weten dit te verhinderen.
In het midden van de veertiende eeuw lukt het Ulm aan de rijksvoogdij een eind te maken en ook de rechten van het klooster Reichenau worden in 1446 opgeheven.
In 1397 wordt de strijd tussen de patriciërs en de gilden beslecht door de Schwörbrief, die de onderlinge machtsverhoudingen vastlegt (10 tegen 30 raadszetels) en de burgemeester verplicht tot het afleggen van verantwoording. Tegenwoordig viert UIm deze oudste stedelijke grondwet van Duitsland op de voorlaatste maandag van juli, Schwörmontag.
Het lukt de stad ook een vrij groot territorium op te bouwen. Tussen 1377 en 1396 wordt het graafschap Werdenberg-Albeck verworven, daarnaast ook het grootste deel van het graafschap Helfenstein, in 1440 de wildban in Neuen Haus en in 1453 het stadje Leipheim. De aankoop van het graafschap Kirchberg mislukt door tegenwerking van Oostenrijk en Beieren.
Onder leiding van Ulm proberen de Zwabische rijkssteden in de tweede helft van de veertiende eeuw gesloten op te treden.
Rond 1500 kent Ulm als handelsstad haar grootste bloei. In 1531 gaat de stad over op de Reformatie. Vanaf de Dertigjarige Oorlog raakte de stad sterk in verval. De stad moet een deel van haar bezit verkopen, o.a. de heerlijkheid Wain in 1773.
De Zwabische Kreits vergadert sinds het midden van de zeventiende eeuw in Ulm en de stad voert de directie in de stedenbank van die kreits.
In 1802 bezette Beieren de stad en in paragraaf 2 van de Reichsdeputationshauptschluss van 25-2-1803 wordt de stad bij het keurvorstendom Beieren gevoegd. In oktober 1805 capituleerde de Oostenrijkse Generaal Karel Mack von Leiberich met zijn leger voor Napoleon, die de stad belegerd had.
In het verdrag van 18 mei 1810 tussen Beieren en Württemberg wordt Ulm in het kader van gebiedsruil onder druk van Frankrijk aan het koninkrijk Württemberg afgestaan. De rivieren Donau en Iller gaan de grens vormen. Voor Beieren is dit het startsein om Neu-Ulm te stichten op de rechter Donauoever, die Beiers was gebleven.

## Territorium
Het territorium bestond aan het eind van de achttiende eeuw uit:
De Opper-heerlijkheid
- heerlijkheid Albeck
- delen van het graafschap Helfenstein
- oberambt Albeck
- oberambt Langenau
- oberambt Leipheim
- ambt Bermaringen
- ambt Böhringen
- ambt Lonsee
- ambt Nellingen
- ambt Stötten
- ambt Stubersheim
- ambt Süßen
- dorp Lehr

Andere bezittingen
- dorp Ersingen
- dorp Grimmelfingen
- dorp Gögglingen
- deel dorp Markbronn
- deel dorp Ringingen
- deel dorp Wippingen
- dorp Mähringen